# Gozdna železnica v Kočevskem Rogu
Gozdna železnica v Kočevskem Rogu je bila gozdna železnica, zgrajena za prevoz lesa iz obsežnih
gozdov Kočevskega Roga do žage na lokaciji Rog.
Leta 1895 je bila dograjena parna žaga knezov Auerspergov na roškem sedlu, z nemškim imenom Schleichenbrun. Že leta 1894, ko so pričeli graditi obrate parne žage so se odločili, da bodo za dovoz hlodovine na žago zgradili gozdno železnico. Železnica je bila delno dograjena leta 1895. Proge so vodile v več smeri,  gozdnih oddelkov. Graditev proge je potekala vzporedno s pomikanjem sečnje iz oddelka v oddelek. V prvih letih obratovanja žage so zgradili železnico v gozdne oddelke proti Podstenicam in Travniku, nato pa so jo še štirikrat podaljšali, in sicer v letih 1899, 1902, 1911 in zadnjič še leta 1924. V letih 1902 in 1911 so progo podaljšali proti Travniku, leta 1924 pa proti Cinku in revirju Podstenice.
Skupna dolžina vseh prog je bila 35 km. Od tega je bilo 33 km železnice speljane v gozdu in 2 km v naselju ob žagi. Hlodovino so dovažali k železnici z obeh strani in po vsej dolžini trase v gozdu, tako da je bila celotna dolžina trase v gozdu produktivna. Od ostalih 2 km, pa je bil okoli 1 km spojne proge, ostalo pa industrijski tir za prevoz lesa in lesnih odpadkov na žagi.
Gozdna železnica je bila zgrajena po  standardih, kot so bili uporabljeni pri gradnji cesarsko-kraljeve bosanske vojaške železnice. Progo so trasirali gozdarji. Auerspergi so financirali vsa zemeljska dela in del zgornjega ustroja, na katerega so potem položili lesene pragove in tirnice. Cilj gradnje je bil, da naj bi po odstranitvi železnice trasa bila proga uporabna za prevoz z vozovi.
Sama proga je potekala po kamnitem kraškem terenu. Spodnji ustroj so tlakovali s ploščatim lomljencem. Na to podlago so nasuli 15 cm gramoza, nanj pa položili v razmaku 60 cm želežniške pragove, ki so nosili železen 760 mm širok tir. Za pragove so uporabljali predvsem bukov les. Pragovi so imeli dimenzije 130x12x12 cm ter so bili do gornjega roba zasuti z gramozom. Dovoljeni osni pritisk je znašal 4 tone. Tirnice so bile iz valjanega železa s težo 8,27 kg/m, kasneje pa 9,6 kg/m. Med tirnice in pragom so bile podložene 200 mm široke železne podložne plošče, in sicer v ravnini na vsakem četrtem pragu, v krivinah z radijem večjim kot 40 m na vsakem drugem in v krivinah z radijem manjšim od 40 m, na vsakem pragu. Krivine, katerih minimalni radij je bil lahko tudi samo 20 m so bile zelo pogoste, ravni odseki pa zelo kratki. Žeblji za pritrjevanje tirnice v prag so bili dolgi le 10 cm in kvadratnega preseka 10x10 mm. Spoj tirnic so izvedli s tirničnimi spojnicami in štirimi vijaki. Zveza odcepov z glavno progo je bila izvedena s kretnicami na jezičke. Padci in vzponi proge so znašali do 30‰. Progo je vzdrževalo pet delavcev, nadzornik pa jo je pregledal na vsake tri dni.
Za vleko so uporabljali dve parni lokomotivi. Prva je bila mala dvoosna, izdelana leta 1888 v tovarni Krauss v Linzu. Lokomotiva je bila kupljena že kot rabljen stroj. Delovala je na nasičeno paro pri tlaku 12 atmosfer. Težka je bila 6 ton. Njena vlečna moč je bila 26,25 KW. Druga, triosna lokomotiva je bila izdelana v tovarni Orenstein  & Koppel v Berlinu leta 1900. Težka je bila 10,8 ton. Njena vlečna moč je bila 37,5 KW.
Na progah sta lokomotivi izmenično vlekli 28 gozdnih dvoosnih tovornih vagončkov, od teh jih je bila polovica opremljenih z zavorami. Osi so bile dimenzionirane na osni pritisk 2000 kg, vagončki pa so bili težki 500 kg. Nosilnost vagončka je bila 3 tone. Njihova tovorna dolžina je bila 3 metre, imeli so lesene ali pa železne okvire. Vagončke so povezovali z železnimi drogovi, z lokomotivo pa so jih spajale dvojne železne verige. Za prevoz oglja, ki so ga kuhali iz odpadnega lesa, so uporabljali dva 10-tonska zaprta vagončka.
Na progi je običajno obratovala ena lokomotiva, druga je bila v rezervi. Vlekla je šest do deset vagončkov, na vsakem je bilo lahko naloženo do 4 m³ hlodovine. Poleg strojevodje in kurjača sta bila na vlaku tudi dva zavirača. Vlak je vozil s hitrostjo do 6 km/h v krivinah, sicer pa s povprečno hitrostjo 10 km/h. V enem dnevu je vlak običajno pripeljal na žago štiri do petkrat hlodovino in enkrat oglje. Železnica je obratovale vse leto. Pozimi je bila lokomotiva opremljena s plugom, če pa je zapadlo več snega, so ga odstranili ročno.
Obratovanje roške žage se je zaključilo leta 1934, ko so žago demontirali, prav tako tudi gozdno železnico. Tirnice in vozila (lokomotivi in vagone) so prodali za staro železo. Za roško žago je ostal le spomin in nekaj ruševin, vključno z ostanki velikih vodnih zbiralnikov. Ostale pa so trase gozdne železnice, ki so še vedno zaznavne. Posamezne dele železniških prog so gozdarji kasneje preuredili v gozdne ceste.